# Ethias Trophy 2008
L'Ethias Trophy 2008 è stato un torneo di tennis facente parte della categoria ATP Challenger Series nell'ambito dell'ATP Challenger Series 2008. Il torneo si è giocato a Mons in Belgio dal 29 settembre al 5 ottobre 2008 su campi in cemento indoor e aveva un montepremi di €106 500+H.

## Vincitori

### Singolare
Tejmuraz Gabašvili ha battuto in finale  Édouard Roger-Vasselin con il punteggio di 6–4, 6–4

### Doppio
Michal Mertiňák /  Lovro Zovko hanno battuto in finale  Yves Allegro /  Horia Tecău con il punteggio di 7–5, 6–3